# Zbrodnie w Ostrowie

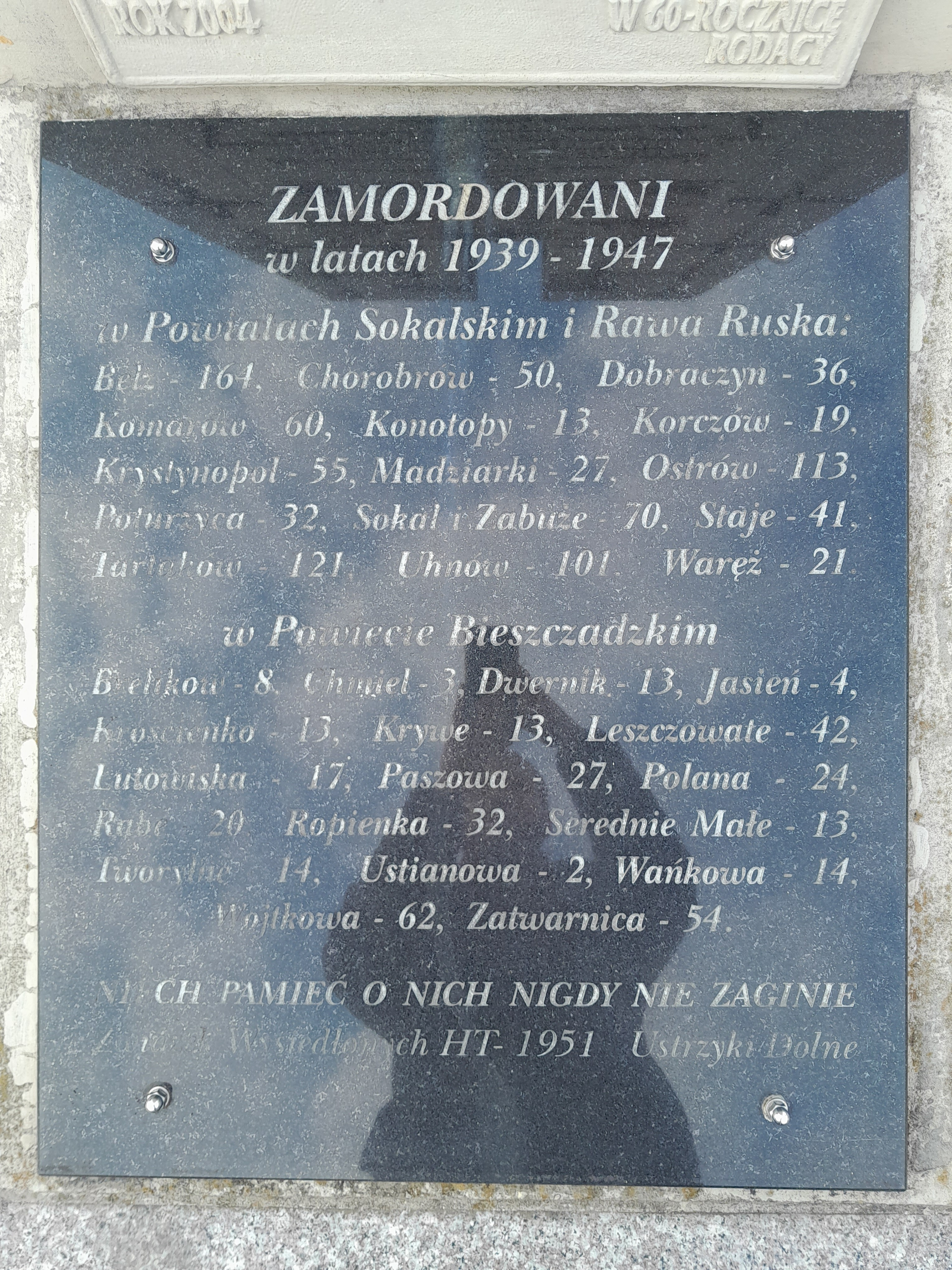
Tablica na pomniku ofiar UPA w powiecie sokalskim i bieszczadzkim w Ustrzykach Dolnych wyszczególniająca Ostrów

Zbrodnie w Ostrowie – seria zbrodni dokonanych w 1944 r. przez nacjonalistów ukraińskich na polskich mieszkańcach wsi Ostrów, położonej w powiecie sokalskim województwa lwowskiego, w tym zamordowanie 31 marca 1944 r. 76 Polaków przez kureń Ukraińskiej Powstańczej Armii Tarasa Onyszkewycza „Hałajdy”.

## Przed zbrodnią
Przed wojną Ostrów liczył około 2000 mieszkańców, z czego prawie 80% Polaków. Podczas okupacji niemieckiej, po eskalacji mordów ukraińskich nacjonalistów na przełomie 1943/1944 w Ostrowie powstała polska samoobrona. Organizatorami samoobrony byli ks. Stanisław Wolanin, dyrektor szkoły Władysław Kossowski oraz Wacław Hartman. Wyznaczono 10 domów – punktów obserwacyjnych, w których nocne warty pełnili wyznaczeni mężczyźni. Ludność spała w ubraniach, by w razie napadu móc bez zwłoki ratować się ucieczką. Jako miejsce schronienia ludności i obrony ustalono murowane budynki szkoły i kościoła. Niektóre rodziny wyjechały w obawie o życie na zachód. Jednocześnie do Ostrowa przeprowadzali się Polacy z miejscowości uznawanych za bardziej zagrożone.
UPA, planując atak na Ostrów, ostrzegła ukraińskich mieszkańców wsi, by mogli ją wcześniej opuścić.

## Przebieg zbrodni
Według świadectw zgromadzonych przez Stowarzyszenie Upamiętniania Ofiar Zbrodni Ukraińskich Nacjonalistów pierwszy i największy z serii mordów w Ostrowie miał miejsce 31 marca 1944 r. Tuż po północy wysunięte warty polskiej samoobrony zauważyły podejrzane ruchy na obrzeżach wsi, a także usłyszały hurkot wozów. Nie wszczęto jednak alarmu. Dopiero około godziny 4 nad ranem z trzech stron rozpoczął się atak UPA. Polscy wartownicy opuścili posterunki, alarmując ludność. Część Polaków zdołała schronić się w szkole i kościele. Niektórzy kryli się w piwnicach i różnych kryjówkach. Grupa osób schroniła się w budynku stacji kolejowej, licząc na ochronę załogi niemieckiej. Niemcy jednak poddali się Ukraińcom, którzy ich oszczędzili, natomiast Polaków rozstrzelano.
Ostrzał amunicją zapalającą wzniecił pożary dachów krytych strzechą. Nie napotykając oporu napastnicy przeszukiwali i palili pozostałe polskie zabudowania. Wykrytych Polaków mordowano. Domy ukraińskie pozostawiano nietknięte. Część ofiar spaliła się żywcem bądź udusiła w płonących domach.
Atak na kościół i szkołę został przypuszczony dopiero około godziny 8. Polacy, zabarykadowawszy się, odpierali ataki UPA przy pomocy posiadanej broni palnej i granatów. Obawiając się, że gdy obrońcom skończy się amunicja, dojdzie do rzezi zgromadzonych w kościele, ks. Wolanin udzielał zbiorowego rozgrzeszenia i rozdawał hostię. Spanikowani ludzie szukali ukrycia w różnych miejscach wewnątrz kościoła.
Około godz. 9 na odgłos strzelaniny do Ostrowa z Krystynopola przybył oddział niemiecki, wobec czego banderowcy wycofali się w kierunku wsi Parchacz. Innym powodem odwrotu Ukraińców było śmiertelne zranienie w walce „Hałajdy” (zmarł 1 kwietnia). Niemcy ostrzelali z moździerza wycofujące się przez Głuchów oddziały UPA, zabijając dwóch i raniąc siedmiu upowców oraz wzniecając pożar we wsi. Zdaniem Mariusza Zajączkowskiego powołującego się na dokument UPA, polska samoobrona wzięła Niemców za oddział UPA i ostrzelała go, w wyniku czego Niemcy przykryli ogniem moździerzowym także kościół. Następnie Niemcy mieli rozbroić i aresztować polskich mężczyzn – członków samoobrony. Zajączkowski nie wyklucza, że występująca w źródłach najwyższa liczba zabitych Polaków – około 300 – mogła wynikać z rozstrzelania przez Niemców aresztowanych uzbrojonych Polaków. Faktu rozstrzeliwania Polaków w Ostrowie nie potwierdzają wspomnienia świadków opublikowane przez Siekierkę, Komańskiego i Bulzackiego. Według nich Niemcy odstąpili od represji pod wpływem negocjacji ks. Wolanina.
Dla ocalonych z rzezi Niemcy podstawili platformy kolejowe, które wywiozły ich do Jarosławia, Przeworska i do dalszych stacji.
Według świadków w trakcie tego napadu zamordowano 76 osób; według sprawozdania RGO około 100; spalono 300 gospodarstw. G. Motyka, który datuje napad na 28 marca, uważa, że sprawcą zbrodni był kureń „Hałajda”. Autor ten określa liczbę ofiar na od kilkunastu do 300. Według Andrzeja L. Sowy wieś zaatakowały 3 sotnie UPA, w tym sotnia „Tyhry” (co zostało odnotowane w kronice tego oddziału).
Miesiąc po tej zbrodni, w dniach 27-29 kwietnia 1944 r. banderowcy zamordowali 17 Polaków, głównie w podeszłym wieku, którzy nie opuścili Ostrowa. Zabito ich w pobliżu rzeki Sołokija, a zwłoki zakopano w miejscu zwanym „Zamczysko”. Mniejsze napady, w których mordowano po kilka osób, trwały aż do marca 1946 r. Zginęło w nich w sumie 20 osób. Razem z dwoma największymi mordami w 1944 r. daje to łączną liczbę 113 ofiar narodowości polskiej zamordowanych w Ostrowie przez ukraińskich nacjonalistów.
Po zakończeniu II wojny światowej Ostrów pozostawał w granicach Polski do 1951 r. Mieszkańcy zniszczonej wsi powrócili do niej, próbując ją odbudować. Jednak w 1951 r. na mocy postanowień umowy o korekcie granicy polsko-sowieckiej Ostrów znalazł się na terytorium ZSRR, a Polacy zostali przesiedleni w obecne granice Polski.